# Jean-Augustin Amar du Rivier
Pour les articles homonymes, voir Amar et Rivier.
Jean-Augustin Amar du Rivier, ou parfois Amar-Durivier, (28 août 1765 - 26 janvier 1837) est un homme de lettres, professeur émérite et traducteur français (latin et italien en français).
Il enseigna les belles-lettres dans plusieurs collèges, notamment au lycée Henri-IV, et fut nommé en 1803 conservateur de la bibliothèque Mazarine. 

## Principales publications
Traductions
- Fables choisies tirées des Métamorphoses d'Ovide (1808)
- Discours et harangues choisis tirés des poètes épiques latins avec la traduction en regard, l'argument et l'analyse de chaque discours (2 volumes, 1819)
- Les chefs-d’œuvre dramatiques de Charles Goldoni traduits pour la première fois en français, avec le texte italien à côté de la traduction, un discours préliminaire sur la vie et les ouvrages de Goldoni, des notes et une analyse raisonnée de chaque pièce (3 volumes, 1800-1801)
  - En ligne : vol. 1, Lyon–Paris, An IX
- Conciones poétique-grec, ou Discours choisis, tirés des poètes grecs (1823)
- Les Comédies de P. Térence (3 volumes, 1830-1831)
- Œuvres complètes d'Horace (2 volumes en collaboration, 1831-1832)
- Œuvres complètes de Virgile (4 volumes en collaboration, 1831-1834)

Éditions
- Gabriel François Le Jay : Bibliothecam rhetorum, praecepta et exempla complectentem, quae ad oratoriam et poeticam facultatem pertinent (3 volumes, 1809-1813)
- Œuvres de Jean-Baptiste Rousseau, avec un commentaire historique et littéraire, précédé d'un nouvel essai sur la vie et les écrits de l'auteur (5 volumes, 1820)
- Scriptores latini principes (45 volumes, 1821-1825)
- Œuvres complètes de Jacques Delille (14 volumes, 1824)
- Les Rhéteurs latins, ou Analyse raisonnée des ouvrages de Cicéron, de Quintilien et de Tacite, sur l'art oratoire (1829)
- Œuvres de Boileau (1824 puis 1838)

Théâtre
- Le Double divorce ou les Dangers de l'abus, drame en trois actes et en vers (1797)
- Les Vrais Incroyables, ou les Métamorphoses modernes, comédie en 1 acte et en vers (1798)
- La Dot de Suzette ou les Charmes de la reconnaissance, comédie en trois actes et en vers (1798)
- Mars au Parnasse, ou la Paix partout, comédie en 1 acte et en vers libres, ornée de chants et de danse (1802)

Varia
- La Gymnastique de la jeunesse, ou Traité élémentaire des jeux d'exercice, considérés sous le rapport de leur utilité physique et morale (1803, avec Louis-François Jauffret).
- Cours complet de rhétorique (1804)